# Shekhpura
Shekhpura è una suddivisione dell'India, classificata come census town, di 1.932 abitanti, situata nel distretto di Patiala, nello stato federato del Punjab. In base al numero di abitanti la città rientra nella classe VI (meno di 5.000 persone).

## Geografia fisica
La città è situata a 30° 14' 14 N e 76° 36' 39 E e ha un'altitudine di 246 m s.l.m..

## Società

### Evoluzione demografica
Al censimento del 2001 la popolazione di Shekhpura assommava a 1.932 persone, delle quali 1.019 maschi e 913 femmine. I bambini di età inferiore o uguale ai sei anni assommavano a 232, dei quali 122 maschi e 110 femmine. Infine, coloro che erano in grado di saper almeno leggere e scrivere erano 1.316, dei quali 760 maschi e 556 femmine.